# Amelinna armipotens
Amelinna armipotens är en ringmaskart som först beskrevs av Moore 1923.  Amelinna armipotens ingår i släktet Amelinna och familjen Ampharetidae. Inga underarter finns listade i Catalogue of Life.